# Еберхард II фон Ландау
Еберхард II фон Ландау (на немски: Eberhard II von Landau, Graf von Landau; † 28 юни 1368) е граф на Ландау от линията Грюнинген-Ландау, странична линия на графовете на Вюртемберг.

## Произход и наследство
Той е син на граф Еберхард I фон Грюнинген-Ландау († сл. 1277/ок. 1323) и съпругата му Рихца/Рихица/Рехенца фон Калв-Льовенщайн († сл. 1294), вдовица на граф Бертолд III фон Нойфен-Марщетен († 1291), дъщеря на граф Готфрид III фон Калв-Льовенщайн († сл. 1277) и Кунигунда фон Хоенлое-Романя († сл. 1253). Брат е на Конрад († 1362/63 в Италия) и на Еберхард, духовник от 1354 г. Внук е на граф Хартман I фон Грюнинген († 1280) и втората му съпруга Хедвиг фон Феринген († 1315), дъщеря на граф Волфрад III фон Феринген († 1267/1268) и Анна († сл. 1254).
Крал Рудолф фон Хабсбург (упр. 1273 – 1291) взема графската титла от синовете на дядо му Хартман I фон Грюнинген и те започват да се наричат фон Грюнинген-Ландау, по-късно само господари фон Ландау на замък Ландау на Дунав.
Баща му Еберхард I прави опит чрез женитбата му с Рихца/Рихица/Рехенца фон Калв-Льовенщайн да се установи в Унтерланд във Вюртемберг, но до 1300 г. всичките собствености там се загубват. През 1281 г. се продават замъка и графството Балцхайм и през 1323 г. и замък Ландау.

## Фамилия
Първи брак: с Ирмгард фон Пфирт († 1329), незаконна дъщеря на херцог Теобалд фон Пфирт († 1310/1311) и Катарина фон Клинген († 1296). Те имат децата:
- Еберхард III/IV фон Ландау († 19 май 1373), граф на Линдау, женен I. пр. 13 декември 1329 г. за Гута фон Гунделфинген, II. за Елзбет; баща на:
  - Лудвиг (Луц) II фон Ландау († 30 септември 1398), граф на Ландау, наемен водач/кондотиер в Италия, женен 1376 г. за Елизабет (Изота) Висконти († 23 август 1388), незаконна дъщеря на Бернабо Висконти, херцог на Милано (1318 – 1385) и Белтамода Краси († 1388)
- Конрад V фон Грюнинген-Ландау († 1362/1363)
- Еберхард V фон Грюнинген-Ландау († сл. 1354), женен за Елизабет
- Буркхард фон Грюнинген-Ландау
- Динкмут фон Пфулинген
- Анна фон Грюнинген-Ландау
- Аделхайд, монахиня в Хайлигкройцтал 1361 г.
- Гута († 1381/84), омъжена I. за граф Албрехт фон Айхелберг († 1365), II. за Вилхелм фон Бебенбург

Втори брак: с Мехтилд фон Пфулинген (* пр. 1292; † сл. 1341), вдовица на Алберт Бехт († сл. 1316). Бракът е бездетен.